# Andrew L. Ford
Andrew Laughlin Ford (* 9. Juni 1952) ist ein US-amerikanischer Klassischer Philologe.

## Leben
Er erwarb 1974 den B.A. mit Auszeichnung an der Cornell University und 1981 den Ph.D. bei Heinrich von Staden an der Yale University mit der Dissertation Early Greek Words for Poetry: ἀοιδή, ἔπος, ποίησις. Von 1980 bis 1984 war er am Smith College Instructor. Von 1984 bis 1986 war er an der Cornell University Mellon Postdoctoral. Seit 1987 lehrte er als Professor an der Princeton University. 2003 lehrte er als Professeur invité an der École des hautes études en sciences sociales am Centre Louis Gernet, Paris.
Seine Forschungsinteressen sind griechische Literatur und Literaturgeschichte, Aristoteles’ Poetik und antike Literaturkritik.

## Schriften (Auswahl)
- Homer. The Poetry of the Past. Ithaca 1992, ISBN 0-8014-2700-2.
- The Origins of Criticism. Literary Culture and Poetic Theory in Classical Greece. Princeton 2002, ISBN 0-691-07485-2.
- Aristotle as Poet. The song for Hermias and its contexts. Oxford 2011, ISBN 978-0-19-973329-3.